# Kommittén för kommunala nybildningar
Kommittén för kommunala nybildningar, även tidigare Kommittén för utredning i syfte att åstadkomma en inkorporeringslagstiftning eller Inkorporeringslagstiftningskommittén, bemyndigades av Sveriges regering den 5 december 1913 och lämnade sitt betänkande den 21 mars 1918, daterat 12 december 1917.
Kommittén syftade till att åstadkomma större rörlighet i den kommunala och ecklesiastika indelningen och att skapa mera ordnade förhållanden på det området, och betänkandet ledde till den nya lagen (1919:293) om ändring i kommunal och ecklesiastik indelning.
Kommitténs ordförande var juristen och tidigare justitieministern Albert Petersson , och ledamöterna inkluderade 
statsvetaren och senare borgarrådet Yngve Larsson,
ämbetsmannen Johan Bååth, och
juristen och senare jordbruksministern Knut Dahlberg. Larsson hade under 1913 disputerat på avhandlingen Inkorporeringsproblemet, en omfattande utredning utförd på uppdrag av Svenska stadsförbundet.

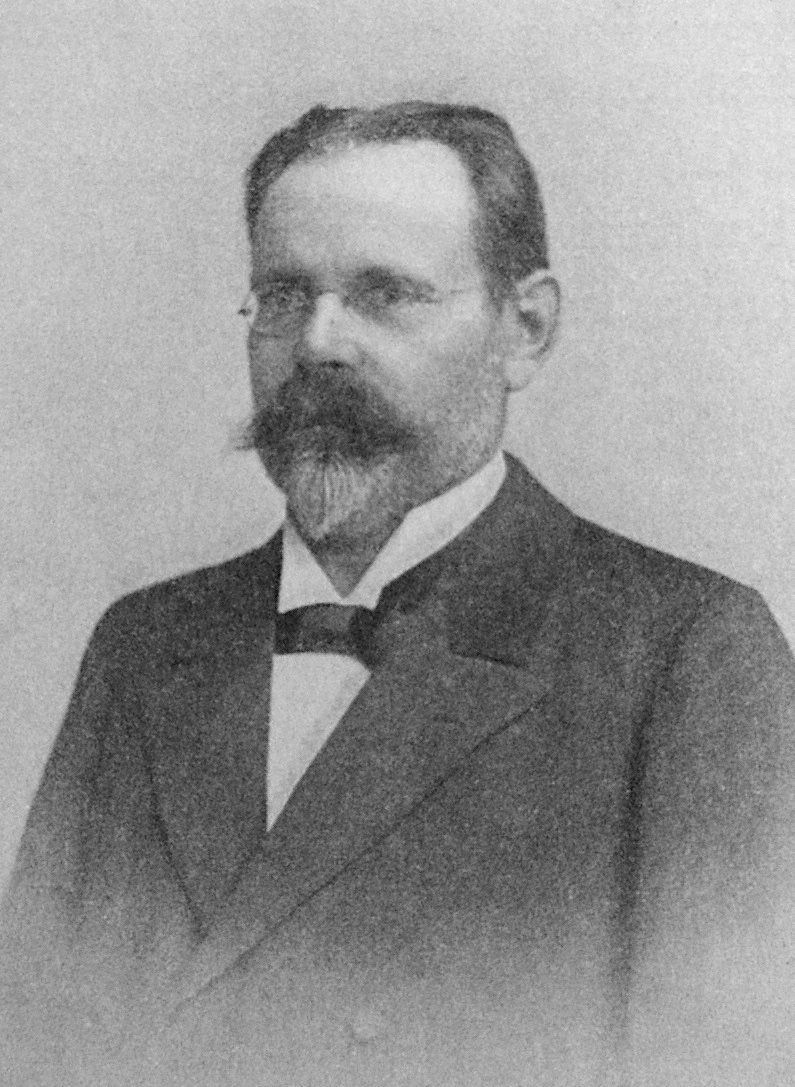
Petersson
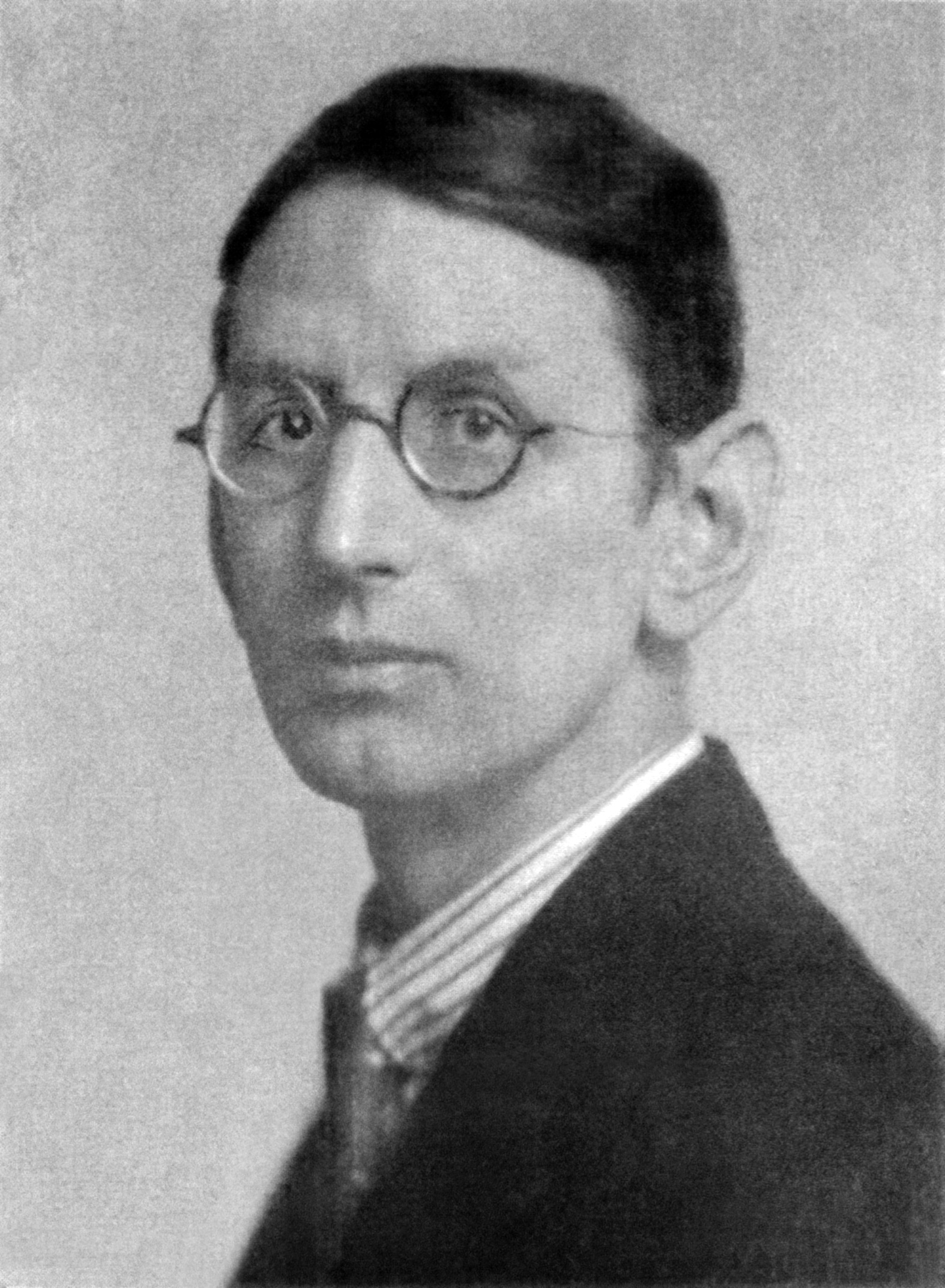
Larsson
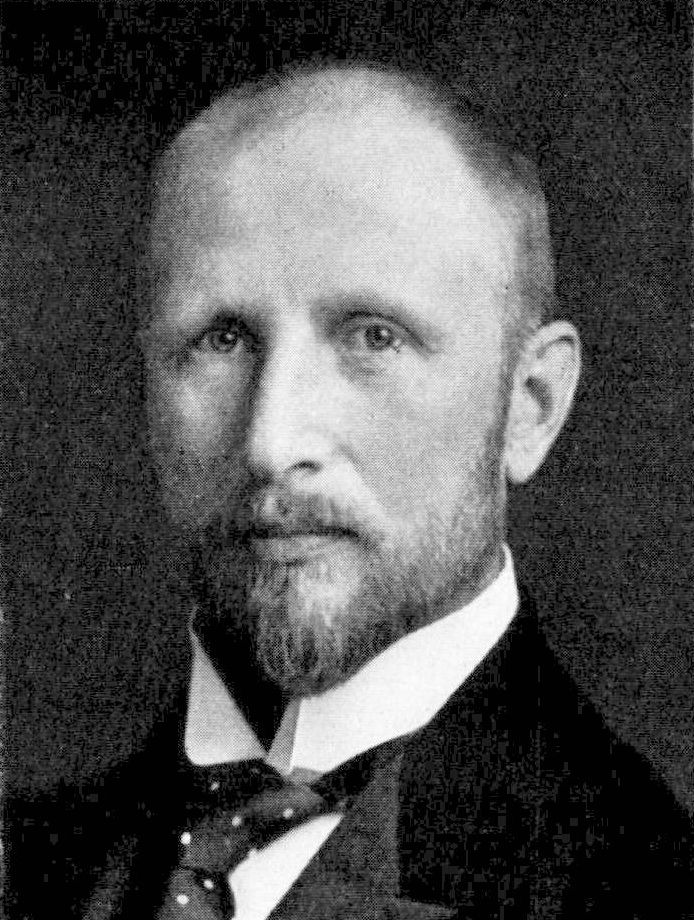
Bååth
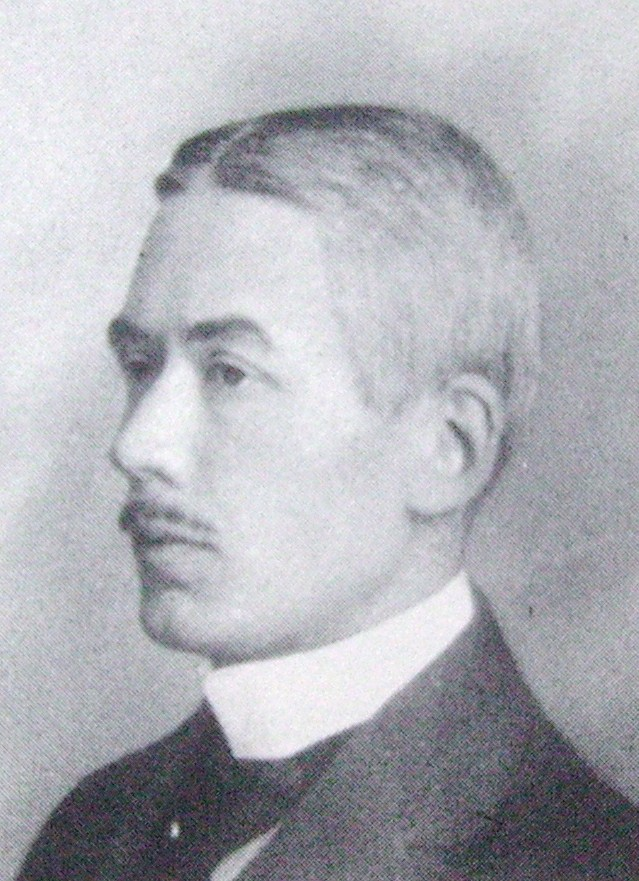
Dahlberg

## Betänkande
- Betänkande med förslag till lagstiftning angående kommunala nybildningar. Stockholm: Nordiska bokhandeln. 1918. Libris 1649668. http://books.google.se/books?id=23lDAQAAMAAJ&hl=sv&source=gbs_similarbooks